# Chaetogyne zoae
Chaetogyne zoae là một loài ruồi trong họ Tachinidae.